# Pentaria
Pentaria es un género de coleópteros de la familia Scraptiidae. En 1856 Motschoulsky describió el género. Contiene las siguientes especies:
- Pentaria abderoides
- Pentaria angustata
- Pentaria arabica
- Pentaria bicolor
- Pentaria bleusei
- Pentaria brevicornis
- Pentaria brunneipennis
- Pentaria canescens
- Pentaria chloroptera
- Pentaria debarrosmachadoi
- Pentaria decolor
- Pentaria dimidiata
- Pentaria dispar
- Pentaria flavipes
- Pentaria gracilis
- Pentaria hirsuta
- Pentaria mongolica
- Pentaria ohkurai
- Pentaria pallidus
- Pentaria phoenix
- Pentaria quadriguttata
- Pentaria redemptus
- Pentaria sinuata
- Pentaria trifasciata
- Pentaria trisignata
- Pentaria unifasciata